# NGC 5526-1
NGC 5526-1 (другие обозначения — UGC 9115, IRAS14122+5800, MCG 10-20-85, FGC 1733, ZWG 295.40, KCPG 421B, PGC 50832) — галактика в созвездии Большая Медведица.
Этот объект входит в число перечисленных в оригинальной редакции «Нового общего каталога».